# Canção arval

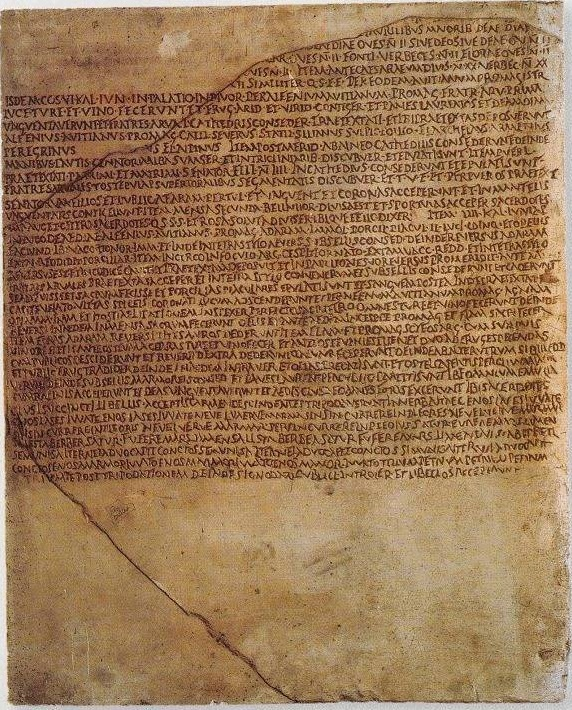
Inscrição dos sacerdotes arvais

A Canção Arval (em latim: Carmen Arvale) é uma canção preservada dos Sacerdotes arvais ou Irmãos arvais da Roma antiga.[carece de fontes?]
Os sacerdotes de Arval eram devotos da deusa Dia e lhe ofereciam sacrifícios para garantir a fertilidade dos campos arados (Latim Arvum). Havia doze sacerdotes arvais, escolhidos pelas famílias patricianas. Durante o Império Romano, o Imperador sempre foi um padre arval. Eles mantinham um escritório para este encargo, mesmo que fossem desonrados ou exilados. Seu festival mais importante, o Ambarvália, ocorria durante o mês de maio, em um bosque dedicado à Dia.
A canção arval é preservada em uma inscrição datada em 218 a.C, que contém registros das reuniões dos Irmãos Arvais. Está escrito em uma forma arcaica do latim antigo, provavelmente não totalmente compreendido no momento em que a inscrição foi feita.[carece de fontes?]
Uma das suas interpretações é a seguinte:
| Texto em latim | Tradução literária |
| --- | --- |
| enos Lases iuuate enos Lases iuuate neue lue rue Marmar sins incurrere in pleores satur fu, fere Mars, limen sali, sta berber semunis alternei advocapit conctos enos Marmor iuuato triumpe triumpe triumpe triumpe triumpe | Ajudai-nos, Lares! Ajudai-nos, Lares! Marmar, não deixeis a praga ou a ruína atacar o povo! Fica inteiramente satisfeito, feroz Marte, Salta a Soleira! Bate o chão, ó bravo! Por graça, visita a todos os deuses da semeadura! Ajudai-nos, Marmor! Triunfo, triunfo, triunfo, triunfo, triunfo |

Enquanto as passagens deste texto são obscuras, a interpretação tradicional faz do canto uma oração para buscar auxílio de Marte e Lares, cujas implorando para Marte não deixar a praga e a ruína cair nos campos ou povos camponeses, pedindo-lhe que se sacie e dance, chamando os "Semunis", que podem representar semeadores sagrados comparado a (Semão Sanco, um deus de boa fé.) Semunis eram deidades menores tutelares particulares de Sanco, Priapo, Fauno, Vertumno, Silvano e Bona Dea. Os semunis provavelmente eram forças da vida que existiam dentro das sementes, eles eram homenageados apenas com ofertas de leite na primeira tradição.[carece de fontes?] Também os nomes que podem ser controversos são Marmar/Marmor, muitos autores interpretam estes como nomes próprios, mas muitos interpretam como uma alcunha de Marte.

## Glossário
- Limen sali, significa "saltar sobre o feixe do limiar / soleira / porta / lintel" em latim padrão.[3][fonte confiável?]